# Cimetière israélite de Jungholtz
Le cimetière israélite de Jungholtz, dans le Haut-Rhin, est créé en 1655. Les plus anciennes stèles datent du début du XVIIIe siècle (1715) et les plus récentes de 1923. Il s'agit du plus ancien cimetière juif du Haut-Rhin.
Une partie du cimetière est classée, une autre est inscrite à l'inventaire des monuments historiques.
Il est ouvert au public.

## Localisation
Le cimetière est situé rue des Tuiles et rue du Château à Jungholtz.

## Historique
L'édifice fait l'objet d'une inscription au titre des monuments historiques depuis 1991,.
Parmi les noms de tous ceux qui y furent ensevelis, on retiendra celui de Hirtzel Lévy. Rompu vif le 31 décembre 1754 à Colmar pour un crime dont il était innocent, l'arrêt fut cassé par le Conseil Privé du Roi, réuni à Versailles. Il fut réhabilité par le Parlement de Metz et enseveli à Jungholtz le 29 septembre 1755, après avoir été exposé sur la roue pendant près de neuf mois.
L'édifice fait l'objet d'un classement au titre des monuments historiques depuis 1995.

## Galerie

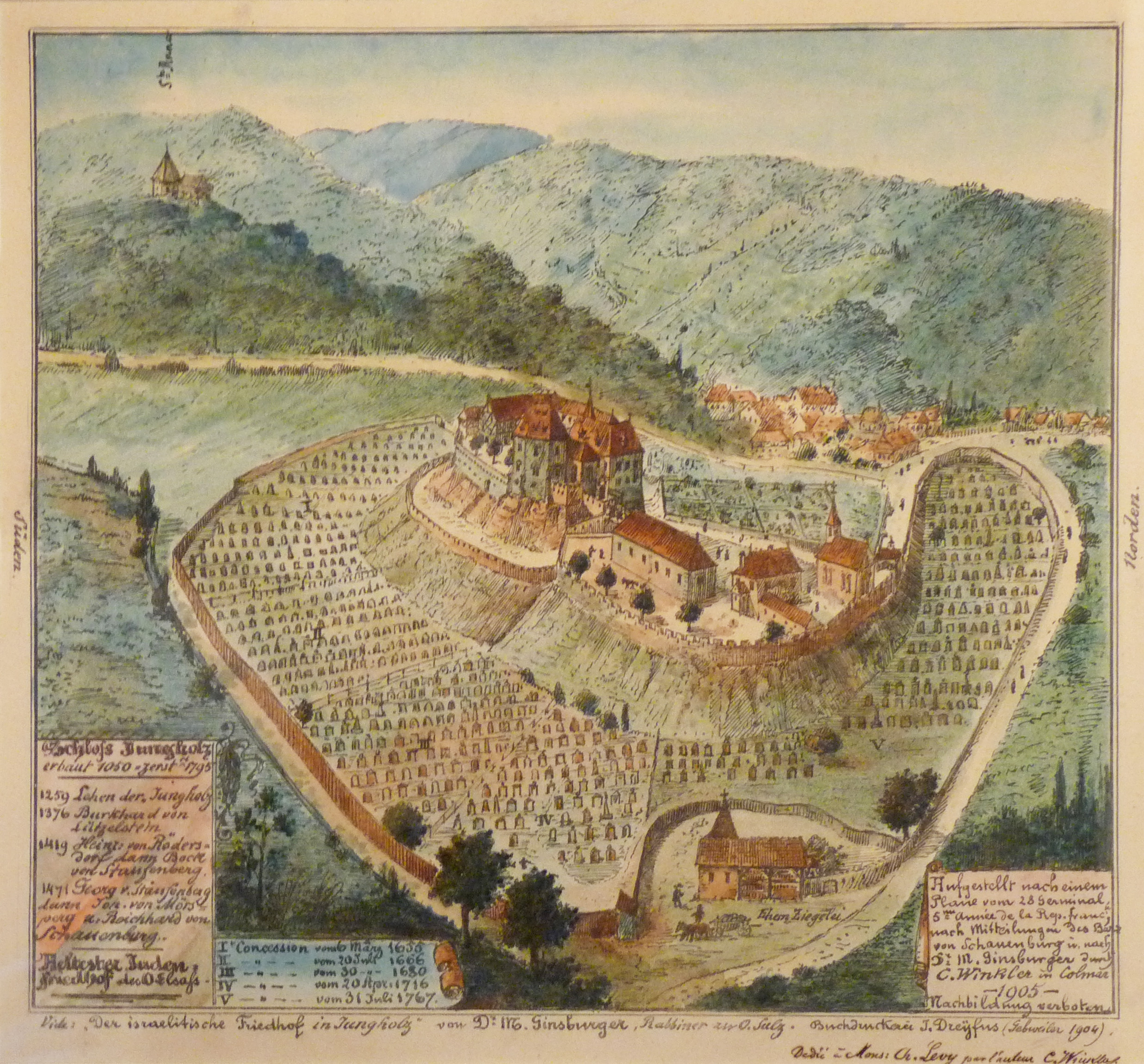
Le cimetière établi dans les douves de l'ancien château (reproduction du dessin de Charles Winkler, 1905).
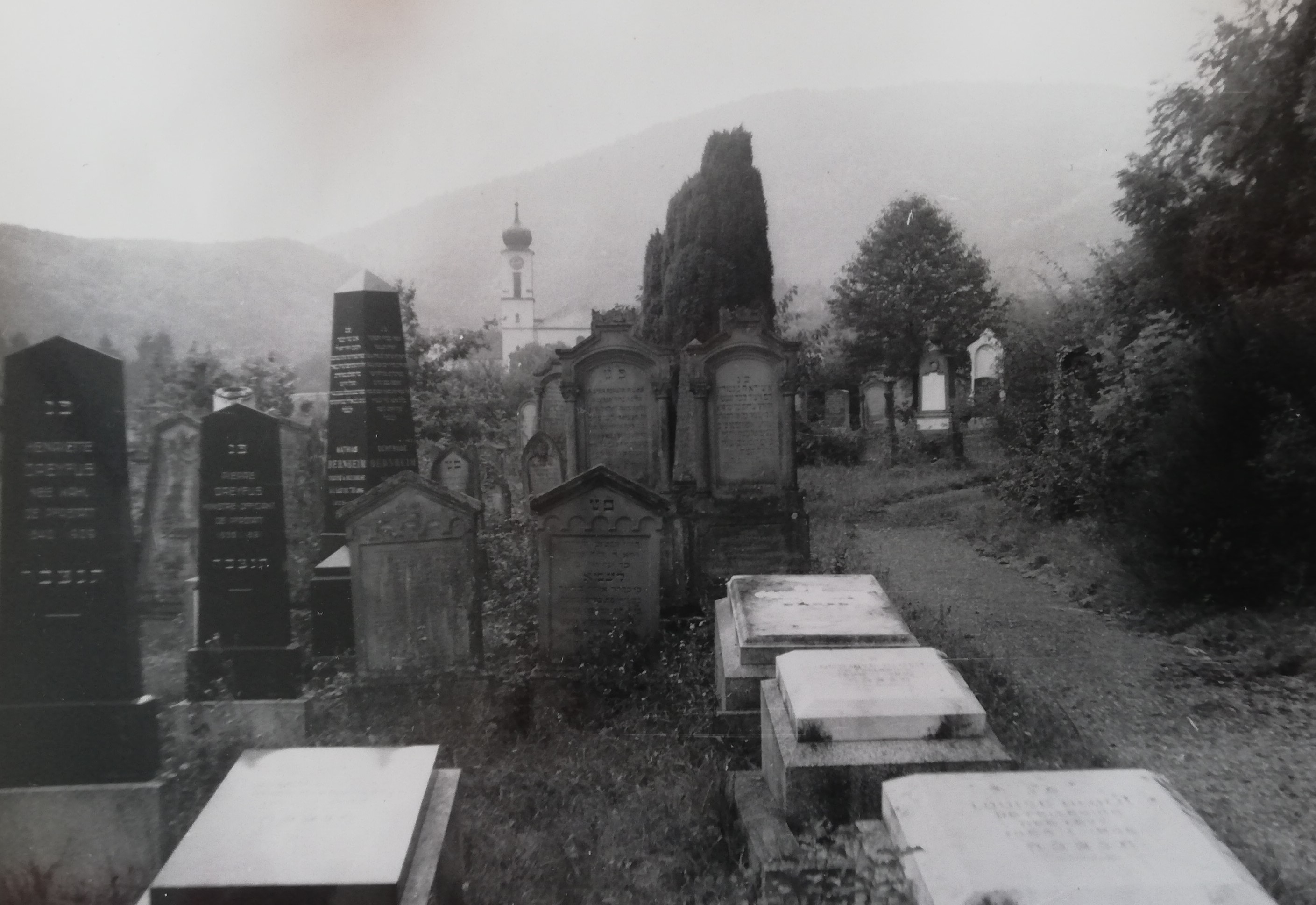
Le cimetière dans les années 50. Photo dans la collection du musée juif de Suisse.